# Ivan Philip Camilleri

Wappen von Ivan Philip Camilleri

Ivan Philip Camilleri (* 18. April 1969 in Sliema, Malta) ist ein maltesisch-kanadischer römisch-katholischer Geistlicher und Weihbischof in Toronto.

## Leben
Ivan Philip Camilleri wanderte mit seiner Familie im Alter von 11 Jahren nach Kanada aus. Nach dem Abschluss der Oberschule studierte er an der Laurentian University in Greater Sudbury und erwarb einen Abschluss an der dortigen Managementfakultät. Anschließend ging er nach Schottland, wo er 1993 an der University of Edinburgh Business School einen Master of Business Administration erwarb. Nach einigen Jahren der Berufstätigkeit im Managementbereich trat er im Jahr 2001 in das Priesterseminar des Erzbistums Toronto ein. Am 12. Mai 2007 empfing er das Sakrament der Priesterweihe für das Erzbistum Toronto.
Nach der Priesterweihe war er zunächst als Kaplan tätig und studierte anschließend an der School of canon law der Katholischen Universität von Amerika, an der er das Lizenziat in Kanonischem Recht erwarb. Seither war er Ehebandverteidiger und Kanzler der Diözesankurie von Toronto. Im Jahr 2013 wurde er zum Generalvikar des Erzbistums ernannt.
Am 28. November 2020 ernannte ihn Papst Franziskus zum Titularbischof von Teglata in Numidia und zum Weihbischof in Toronto. Der Erzbischof von Toronto, Thomas Kardinal Collins, spendete ihm am 25. Januar des folgenden Jahres in der St. Michael’s Cathedral die Bischofsweihe. Mitkonsekratoren waren John Anthony Boissonneau und Vincent Nguyen, Weihbischöfe in Toronto. Sein Wahlspruch lautet: "Servite Domino in Laetitia" ("Dient dem Herrn in Freude" aus Psalm 100).